# SPOT 7
SPOT 7 (fr. Satellite Pour l’Observation de la Terre, dosł. satelita obserwacyjny Ziemi) – sztuczny satelita obserwacji Ziemi, oferujący komercyjne zdjęcia terenu wysokiej rozdzielczości. Obsługiwany przez Spot Image, firmę ulokowaną w Tuluzie, obecnie kontrolowaną przez grupę Airbus.

## Przebieg misji
Umieszczony na orbicie okołobiegunowej przez indyjską rakietę nośną Polar Satellite Launch Vehicle 30 czerwca 2014 r. Satelita odłączył się od rakiety nośnej 18 minut po starcie. Pierwszy kontakt, o 05:34 GMT, nawiązała stacja naziemna w Inuvik w Kanadzie, potwierdzając rozłożenie się paneli ogniw słonecznych i nadawanie telemetrii. Kolejna sesja łączności o 07:25 GMT, ze stacją w szwedzkiej Kirunie, potwierdziła ustabilizowanie położenia satelity, naładowanie baterii i poprawne utrzymywanie temperatury. Drugiego lipca przesłano do satelity pierwsze komendy. Jeszcze tego samego dnia odebrano w Tuluzie pierwsze zdjęcia z orbity.
W dniu 3 lipca satelita wykonał serię manewrów orbitalnych mających po około 10 dniach zapewnić docelowe położenie na orbicie, synchronizowane z satelitami SPOT 6, Pleiades 1A i 1B.  zajął swoją ostateczną pozycję na orbicie.
Czwartego lipca 2014 r. Airbus opublikował pierwsze zdjęcia wykonane przez SPOT 7, prezentując możliwości satelity. Misja SPOT planowana jest przynajmniej do 2024 roku. Kalibracja instrumentu potrwa do połowy września, i będzie przeprowadzana również we współpracy z satelitą SPOT 6. Pracę komercyjną satelita podejmie w IV kwartale 2014.

## Budowa i działanie
Jest on bliźniaczym satelitą dla wystrzelonego 9 września 2012 SPOT 6 i dzieli z nim orbitę, w przesunięciu o 180°, tj. orbituje po przeciwległej stronie kuli ziemskiej. Orbita satelitów SPOT 6 i 7 jest heliosynchroniczna (równik przekraczany o 10:30 czasu lokalnego), co zwiększa spójność dostarczanych zdjęć. Na takiej samej orbicie krążą również francuskie satelity Pleiades 1A i 1B - wszystkie 4 statki są rozmieszczone wobec siebie co 90°.
Dane mogą być zapisywane w pamięci stałej o pojemności 850 Gbitów, ze 128-bitowym szyfrowaniem AES.
Energię elektryczną zapewniają trzy rozkładane panele ogniw słonecznych (trójzłączowych, na GaAs) o łącznej rozpiętości 5,4 m². Zasilają one akumulatory litowo-jonowe.
Dane telemetryczne są przekazywane w paśmie X (z redundantnym nadajnikiem; antena Isoflux, modulacja QPSK) z prędkością 300 Mbps. Telemetria przesyłana jest w paśmie S.
Za utrzymywanie położenia statku odpowiedzialne są, m.in. odbiornik GPS i szukacze gwiazd. Statek jest stabilizowany trójosiowo, za pomocą zestawu 4 kół reakcyjnych i 3 magnetycznych. Dzięki możliwości bardzo szybkiego obrotu (30º w 12 sekund), utrzymywanej przez system CMG, możliwe jest wykonanie nawet 5 skanowań obszaru podczas 1 przelotu nad nim.
Napęd główny satelity stanowi odrzutowy silnik chemiczny na jednoskładnikowy materiał pędny.

### NAOMI
Oba satelity, SPOT 6 i 7, wyposażone są w jeden instrument optyczny zbudowany z dwóch identycznych teleskopów Korscha (o nazwie New AstroSat Optical Modular Instrument - NAOMI) o aperturze 200 mm.
Detektory (7000 pikseli lub 4×1750 pikseli) teleskop rejestrują fale elektromagnetyczne w zakresie 450-750 nm, w trybie panchromatycznym, lub w trybie multispektralnym:
- niebieski: 450-520 nm
- zielony: 530-600 nm
- czerwony: 620-690 nm
- NIR: 760-890 nm

Według danych operatora każdy wykonuje zdjęcia z rozdzielczością 1,5-2,5 metra w trybie panchromatycznym i 12-bitową głębią (-610 m w trybie multispektralnym) wzdłuż ścieżki o szerokości 60 km, z naturalnym odwzorowaniem kolorów i ortorektyfikacją (geometryczną korekcją artefaktów wynikłych z różnic w wysokości i nachyleniu terenu) w standardzie, co jest istotne dla ortofotomap. Para satelitów zdolna jest pokryć do 6 milionów km² terenu dziennie, codziennie odwiedzać dowolny punkt na Ziemi czy dostosować się do zamówień składanych w ostatniej chwili. Jeden satelita będzie przeciętnie fotografował 2,2 mln km².
NAOMI mogą pracować w trzech trybach:
1. Pojedynczy tryb mono: 60 km × 600 km
2. Podwójny tryb mono: 120 km × 120 km lub 60 km × 180 km
3. Stereo – 60 km × 60 km